# Niftawayh
Abu Abdillah Ibrahim bin Muhammad bin 'Urfah bin Sulaiman bin al-Mughira bin Habib bin al-Muhallab bin Abi Sufra al-Azdi (en árabe: أبو عبد الله إبراهيم بن محمّد بن عرفة العَتَكيّ الأزديّ‎), conocido como Niftawayh, fue un erudito musulmán medieval. Fue considerado el mejor escritor de su tiempo, además de un experto en la tradición profética musulmana y lecturas comparativas del Corán.

## Biografía
Niftawayh nació en Wasit, en lo que hoy es Irak. Su fecha de nacimiento se suele considerar en el año 858, aunque también se ha sugerido el año 864. Pasó la mayor parte de su vida en Bagdad, donde murió un miércoles del mes de Safar, apenas una hora después del amanecer del año 935. Fue enterrado en la puerta de Kufa al día siguiente. Su fecha de muerte también conlleva cierta controversia, y algunos historiadores sugieren que murió en el año 936 el mismo día que Abu Bakr Ibn Mujāhid.
Enseñó lexicografía mientras estaba en Bagdad. Escribió un libro de historia que, según su alumno Al-Masudi, fue considerado uno de los más útiles de la época.
Ibn Khalawayh sostiene que Niftawayh fue el único erudito musulmán con el primer nombre Ibrahim que tuvo un hijo llamado Abdullah. Según Al-Tha'alibi, Niftawayh fue llamado así por dos razones. En primer lugar, su conocimiento del idioma árabe no tenía paralelo en su época, al igual que el de Sibuyé durante la suya. Niftawayh poseía un intenso interés en las obras de gramática de Sibuyé, hasta el punto en que al primero incluso se le conocía como el hijo del segundo. En segundo lugar, su tez era de un color muy oscuro y su apariencia se comparó con el asfalto, conocido como nift. Así, las palabras nift y wayh se combinaron, y desde entonces fue conocido como Niftawayh al-Nahwi, o «Niftawayh el gramático».

## Puntos de vista
Niftawayh era un seguidor del rito zahirita de la jurisprudencia musulmana, habiendo sido un estudiante de Dawud al-Zahiri. Rechazó la razón analógica no solo como un medio para derivar veredictos religiosos, sino también como un recurso poético. No se tiene constancia de que alguna de sus obras sobre temas religiosos haya sobrevivido hasta la era moderna. Junto a Muhammad bin Dawud al-Zahiri, hijo de su maestro de jurisprudencia, Niftawayh también fue alumno del recitador canónico del Corán Al-Duri.
Niftawayh mantuvo opiniones muy positivas sobre el quinto califa abasí Harún al-Rashid. Niftawayh comentó sobre el apoyo del califa a los teólogos y artistas, aunque también señaló más tarde que lamentó mucho la extravagancia del califa con respecto a los gastos de su corte. En contraste, chocó con su contemporáneo Ibn Duraid, quien había escrito el segundo diccionario de la lengua árabe de la historia. Niftawayh acusó a Ibn Duraid de simplemente plagiar el trabajo de Jalil ibn Ahmad, quien había escrito el primer diccionario árabe, Kitab al-'Ayn.
A Niftawayh le desagradaba mucho el pensamiento Mu'tazili, una antigua secta del Islam activa en sus tiempos. Si bien los sunitas y Mu'tazili eran hostiles entre sí en general, las opiniones zahiritas de Niftawayh, junto con sus métodos de enseñanza de la gramática, eran, en opinión de los Mu'tazili, de «la más absoluta ignorancia».

## Obras

### Poesía
Abu Ali al-Kali cita algunos versos que Niftawayh había escrito para una mujer anónima en el propio libro de Kali, al-Amali:
Mi corazón, puesto en ti, es más tierno que tus mejillas;
¡Mi fuerza es menor que el poder de tus ojos!
¿Por qué no te compadeces de aquel cuya alma es torturada injustamente?
¿Y quién se inclina hacia ti con cariño?